# Sven Åkerlund
Sven Fredrik Åkerlund, född 19 juni 1866 i Lund, död 14 april 1945,  var en svensk läkare.
Åkerlund, som var son till Sven Otto Åkerlund och Gunilla Fredrika Malmström, blev student i Lund 1884, medicine kandidat 1889, medicine licentiat 1893 och medicine doktor 1896. Han blev praktiserande läkare i Göteborg 1895 och senare i Halmstad. Han var bataljonsläkare vid Västgöta-Dals regemente 1898–1902, vid Hallands regemente 1902–1913, med kaptens tjänsteställning sedan 1905, och regementsläkare vid Karlskrona grenadjärregemente från 1913 till 1926, då han erhöll avsked med pension, men kvarstod i tjänstgöring där till regementets fullständiga indragning 1927.
Åkerlund deltog i militärläkarkurs i Stockholm 1901 och deltog i fälttjänstövningar i Bohuslän 1907, i Västergötland 1912 och i ett flertal fältövningar och taktiska övningar för fältläkare. Han var fältläkare i Fältläkarkårens reserv sedan 1926. Han innehade flera förordnanden som stads- och fängelseläkare i Halmstad och som provinsialläkare där, samt som förste provinsialläkare och biträdande provinsialläkare i Karlskrona.
Åkerlund utgav gradualavhandlingen Studier öfver tarmuttömningar (1895) samt Dikter (1900) och Walter från Fågelweida. En sångarsaga (1926).